# Cementiri de Sant Joan de les Abadesses
El Cementiri de Sant Joan de les Abadesses és una obra de Sant Joan de les Abadesses (Ripollès) protegida com a Bé Cultural d'Interès Local.

## Descripció
Espai de planta quadrada, amb dos eixos de simetria que, juntament amb els quatre sectors enjardinats, configuren una disposició perimetral dels nínxols. Per la zona enjardinada hi ha disposades les sepultures amb el tipus soterrat d'inhumació, algunes de les quals segueixen tipologies pròpies de panteó, d'entre les quals destaca, especialment, el "panteó dels soldats". Al mig d'un dels costats se situa la capella on destaca l'altar. Aquest element procedeix de l'església del monestir, on va ser col·locat l'any 1920. En una data indeterminada, potser amb motiu de la restauració de Duran i Reynals, aquest altar fou traslladat a l'esmentada capella del cementiri. Les ampliacions dutes a terme en els darrers 25 anys han ocupat l'espai situat al darrere de la capella i, per aquestes, s'ha seguit una disposició de carrers o trams de nínxols, disposats en paral·lel a un dels eixos del cementiri.
(Text procedent del POUM)